# Ola Vigen Hattestad
Ola Vigen Hattestad (Askim, 19 aprile 1982) è un ex fondista norvegese.

## Biografia
Specialista dello sprint, ha debuttato in competizioni internazionali nel dicembre del 2001. In Coppa del Mondo ha esordito il 6 marzo 2003 nello sprint a tecnica classica di Oslo (34°), ha ottenuto il primo podio il 16 marzo 2005 nello sprint a tecnica libera di Göteborg (3°) e la prima vittoria il 15 febbraio 2007 nello sprint a tecnica classica di Changchun. Nella stagione 2007-2008 ha vinto la Coppa del Mondo di sprint con un vantaggio di 2 punti sul secondo classificato, Emil Jönsson, e si è ripetuto anche nella stagione seguente dove invece ha fatto registrare un ben più ampio vantaggio di 433 punti sul secondo, Renato Pasini. Nel 2014 ha vinto la sua terza Coppa di specialità.
In carriera ha preso parte a tre edizioni dei Giochi olimpici invernali, Torino 2006 (9° nello sprint), Vancouver 2010 (4° nello sprint) e Soči 2014 (41 nello sprint, 4° nello sprint a squadre), e a quattro dei Campionati mondiali, vincendo quattro medaglie.

## Palmarès

### Olimpiadi
- 1 medaglia:
  - 1 oro (sprint a Soči 2014)

### Mondiali
- 4 medaglie:
  - 2 ori (sprint, sprint a squadre a Liberec 2009)
  - 1 argento (sprint a squadre a Oslo 2011)
  - 1 bronzo (sprint a Falun 2015)

### Coppa del Mondo
- Miglior piazzamento in classifica generale: 3º nel 2009
- Vincitore della Coppe del Mondo di sprint nel 2008, nel 2009 e nel 2014
- 37 podi (31 individuali, 6 a squadre):
  - 17 vittorie (13 individuali, 4 a squadre)
  - 12 secondi posti (individuali)
  - 8 terzi posti (6 individuali, 2 a squadre)

#### Coppa del Mondo - vittorie
| Data             | Luogo       | Paese     | Disciplina                                 |
| ---------------- | ----------- | --------- | ------------------------------------------ |
| 15 febbraio 2007 | Changchun   | Cina      | Sprint TC                                  |
| 5 marzo 2008     | Drammen     | Norvegia  | Sprint TC                                  |
| 29 novembre 2008 | Kuusamo     | Finlandia | Sprint TC                                  |
| 14 dicembre 2008 | Davos       | Svizzera  | Sprint TL                                  |
| 20 dicembre 2008 | Düsseldorf  | Germania  | Sprint TL                                  |
| 21 dicembre 2008 | Düsseldorf  | Germania  | Sprint a squadre TL (con Tor-Arne Hetland) |
| 25 gennaio 2009  | Otepää      | Estonia   | Sprint TC                                  |
| 13 febbraio 2009 | Valdidentro | Italia    | Sprint TL                                  |
| 12 marzo 2009    | Trondheim   | Norvegia  | Sprint TC                                  |
| 28 novembre 2009 | Kuusamo     | Finlandia | Sprint TC                                  |
| 5 dicembre 2010  | Düsseldorf  | Germania  | Sprint a squadre TL (con Anders Gløersen)  |
| 15 gennaio 2011  | Liberec     | Rep. Ceca | Sprint TL                                  |
| 16 gennaio 2011  | Liberec     | Rep. Ceca | Sprint a squadre TC (con Johan Kjølstad)   |
| 3 dicembre 2011  | Düsseldorf  | Germania  | Sprint TL                                  |
| 22 dicembre 2013 | Asiago      | Italia    | Sprint a squadre TC (con Eldar Rønning)    |
| 2 febbraio 2014  | Dobbiaco    | Italia    | Sprint TL                                  |
| 5 marzo 2014     | Drammen     | Norvegia  | Sprint TC                                  |

Legenda:
TC = tecnica classica
TL = tecnica libera

#### Coppa del Mondo - competizioni intermedie
- 1 podio di tappa:
  - 1 terzo posto